# Pescina
För andra betydelser, se Pescina (olika betydelser).
Pescina är en stad och en kommun i provinsen L'Aquila i regionen Abruzzo i Italien. Kommunen hade 3 987 invånare (2018) och gränsar till kommunerna Celano, Collarmele, Gioia dei Marsi, Ortona dei Marsi, Ortucchio, Ovindoli, San Benedetto dei Marsi och Trasacco.